# جوليا دوكورناو
جوليا دوكورنو (من مواليد 18 نوفمبر 1983) مخرجة وكاتبة سيناريو فرنسية ظهرت لأول مرة في فيلمها الطويل عام 2016 مع خام. في مهرجان كان السينمائي لعام 2021 ، فازت بالسعفة الذهبية عن فيلمها ذا تيتان، مما جعلها ثاني مخرجة تفوز بالجائزة وأول امرأة تفوز بالجائزة منفردة. بالإضافة إلى ذلك ، تلقت أيضًا ترشيحًا لأفضل مخرج في حفل توزيع جوائز الأكاديمية البريطانية الخامسة والسبعين للأفلام، تندرج أفلامها عادةً تحت نوع رعب الجسد.

## نشأتها
ولدت جوليا دوكورنو في باريس لأب متخصص في أمراض النساء وطبيب أمراض جلدية. حضرت لا فيميس ودرست كتابة السيناريو. قدمن فيلمها الأول يعنوان جونيور هو فيلم قصير عن فتاة بدأت "بعد إصابتها بخلل في المعدة" في "التخلص من جلدها" مثل الثعبان.

## روابط خارجية
- جوليا دوكورناو في قاعدة بيانات الأفلام على الإنترنت